# Мониторы типа «Скорпионен»
Мониторы типа «Скорпионен» (норв. Skorpionen-klassen) — серия из трёх норвежских мониторов 1860-х годов. Построены по образцу американских мониторов конструкции Джона Эриксона. Строились в 1865—1869 годах на норвежских верфях в Хортене и шведских — в Норрчёпинге. Позднее были перевооружены и оставались в строю до начала XX века, последний корабль этого типа был пущен на слом в 1918 году.

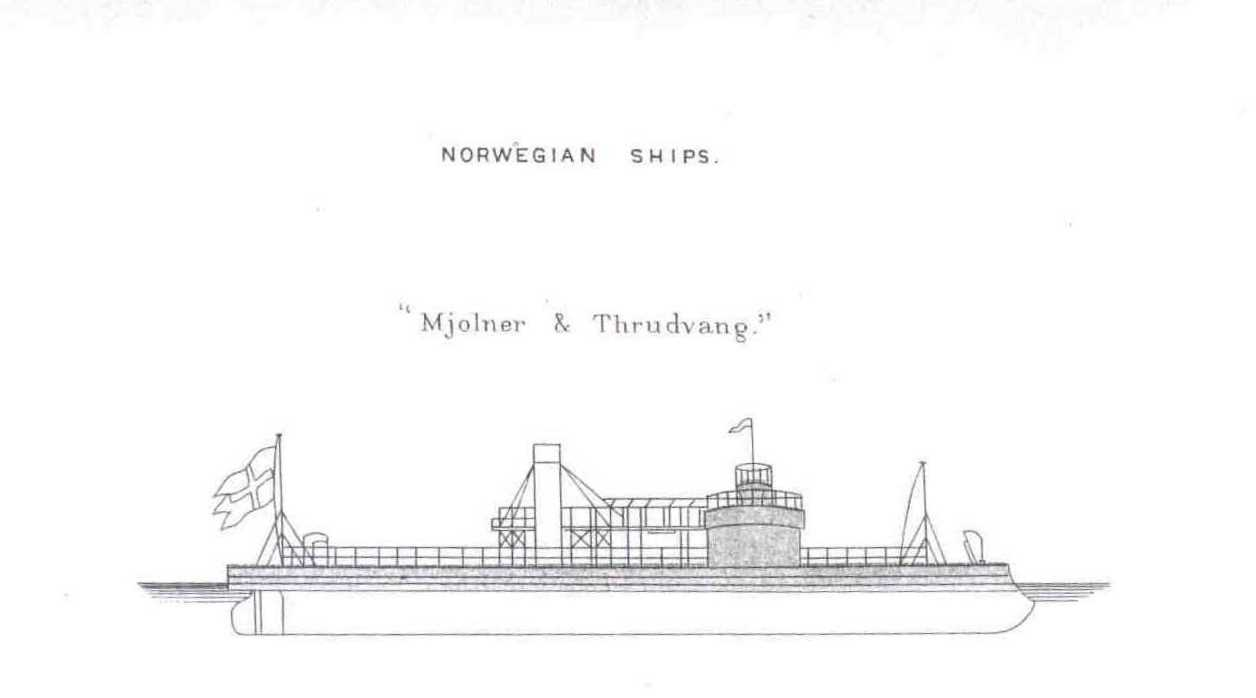
Рисунок монитора типа «Скорпионен»

## Представители
| Название              | Спуск на воду   | судьба               |
| --------------------- | --------------- | -------------------- |
| Скорпионен Skorpionen | 30 октября 1866 | пущен на слом в 1908 |
| Мьольнер Mjølner      | 2 мая 1868      | пущен на слом в 1908 |
| Трудванг Trudvang     | 3 мая 1869      | пущен на слом в 1918 |

## Характеристики
Водоизмещение — 1425 т стандартное («Скорпионен»), 1490 т (остальные)
Длина — 61 м («Скорпионен»), 62,3 м (остальные)
Бронирование — пояс: 127 мм; башня главного калибра: 305 мм; палуба: 127 мм.
Паровая машина 330 л. с. («Скорпионен»), 450 л.с. (остальные).
Скорость — 6 узлов максимальная («Скорпионен»), 8 узлов (остальные).
Артиллерия — 2 × 267-мм; после переоборудования: 2 × 119-мм, 2 × 65-мм, 2 × 37-мм